# SN 2005df
SN 2005df是NGC 1559星系中一颗Ia型超新星。它由羅伯特·埃文斯于2008年8月5日早晨在澳大利亚发现，视星等为13.8，它在大约十天前达到最亮星等12.3。
SN 2005df是2005年发现的第104颗超新星，